# Алія (Балейський район)
Алія́ (рос. Алия) — село у складі Балейського району Забайкальського краю, Росія. Входить до складу Нижньоільдіканського сільського поселення.

## Населення
Населення — 171 особа (2010; 177 у 2002).
Національний склад (станом на 2002 рік):
- росіяни — 100 %